# 叔丁醇钾
叔丁醇钾（英語：Potassium tert-butoxide）是一种常用的醇盐，化学式为(CH3)3COK。这种无色固体是有机合成中常用的强碱，其共轭酸叔丁醇的pKa大约为17。固态时它以四聚的类立方烷原子簇形式存在。在化学文献中经常用t-BuOK来表示叔丁醇钾。

## 制备
叔丁醇钾常以溶液或固体形式出售，但化学实验中通常在反应体系中现配现用，因为这种物质对湿气十分敏感，存放时间较长会出现明显的变质。它的制备方法是将干燥的叔丁醇与金属钾反应。然后蒸发溶液使其结晶析出，并加热获得的固体除去残留的叔丁醇。这种固体在220°C和1mm汞柱压强下升华，通过此法可以提纯叔丁醇钾。

## 应用
叔丁醇钾在有机化学中用途广泛，因为它是一种非亲核性强碱。它的碱性没有氨基碱强，例如二异丙基氨基锂（简称LDA），但比氢氧化钾强得多。叔丁基较大的空间位阻影响了它参与亲核取代反应，例如威廉姆逊合成或SN2。叔丁醇钾能从许多有机物中夺取质子，例如末端炔烃和活泼亚甲基化合物。它在卤代烃脱去卤化氢形成烯烃的β-消除反应中也很常用。

## 改进
化学家们已经作出了许多改进来调节叔丁醇钾的反应活性。这种化合物采用复杂的原子簇结构（右侧的图片仅仅是简化的示意图），改变原子簇的结构将使它的反应活性发生变化，例如DMF、DMSO、六甲基磷酰胺（HMPA）以及18-冠-6能与钾离子发生相互作用，使得这种醇盐的碱性增强。碱性更强的施洛瑟碱就是叔丁醇钾与烷基锂（例如正丁基锂）的混合物。